# Stormzy
Michael Ebenezer Kwadjo Omari Owuo Jr. (Londres, 26 de julio de 1993), conocido como Stormzy, es un rapero británico.
Considerado uno de los exponentes de la cultura underground del Reino Unido desde su debut en 2014, es el primer artista de grime que ha conseguido el número uno en las listas británicas con sus tres álbumes de estudio. El primer trabajo publicado, Gang Signs & Prayer (2017), fue disco de platino y obtuvo el premio al mejor álbum británico en los Brit Awards de 2018, mientras que su continuación Heavy Is the Head (2019) le consagró en la escena musical gracias al éxito de sus sencillos Vossi Bop y Own It, con más de noventa millones de reproducciones en YouTube, y su actuación como cabeza de cartel en el Festival de Glastonbury. En noviembre de 2022 ha publicado su tercer disco, This Is What I Mean.
A lo largo de su carrera, Stormzy ha conseguido vender más de diez millones de copias entre sencillos y álbumes en Reino Unido. También ha hecho colaboraciones con artistas como Linkin Park, Ed Sheeran, Little Mix, Tinie Tempah y Kehlani entre otros. Ha ganado tres Brit Awards, tres MTV Europe Music Awards y dos BET Awards.

## Discografía

### Álbumes de estudio
- Gang Signs & Prayer (2017)
- Heavy Is the Head (2019)
- This Is What I Mean (2022)